# Abdeslam Mebarakou
Pour les articles homonymes, voir Mebarakou.
Abdeslam Mebarakou (en arabe : عبد السلام مباراكو) est un footballeur algérien né le 8 août 1980 à Béjaïa. Il évoluait au poste de défenseur central.

## Biographie
Il évolue en première division algérienne avec les clubs de l'USM El Harrach, du MC Saïda et enfin du MC El Eulma. Il dispute 82 matchs en inscrivant deux buts en Ligue 1.